# مجموعة قوات زيملاند
كانت مجموعة قوات زيملاند مجموعة عملياتية بحجم جبهة للجيش الأحمر خلال الحرب العالمية الثانية والتي شهدت الخدمة لمدة شهرين في شبه جزيرة سامبيا في شرق بروسيا في عام 1945. حاصرت مدينة كونيجسبيرج في شهر مارس ثم استولت عليها بقوة في أوائل أبريل، وبعد ذلك قامت بمهاجمة القوات الألمانية المختلفة المعزولة في شبه الجزيرة حتى حلها في 26 أبريل.

## تاريخ
بموجب أمر القيادة العليا رقم 11022 الصادر عن الستافكا بتاريخ 9 فبراير 1945، نُقلت جيوش الحرس 43 و39 و11 من الجبهة البيلاروسية الثالثة، والتي كانت في عمليات بالقرب من مدينة كونيجسبيرج الألمانية المحصنة، إلى جبهة البلطيق الأولى التي كانت تقع إلى الشمال والشرق. بموجب أمر ستافكا رقم 11032 الصادر في 21 فبراير 1945، أُعيد تسمية فرقة البلطيق الأولى باسم مجموعة قوات زيملاند اعتبارًا من 24 فبراير. كانت تحت قيادة الجنرال إ. ك. باجراميان، الذي كان قائدًا لفوج البلطيق الأول، وكان من المقرر أن تخضع لسيطرة الجبهة البيلاروسية الثالثة في المراحل النهائية من هجوم بروسيا الشرقية. 

## القوات
اعتبارًا من الأول من مارس، كان ترتيب المعركة الرئيسي على النحو التالي:
- جيش الحرس الحادي عشر
  - فيلق بنادق الحرس الثامن (فرق بنادق الحرس الخامسة والسادسة والعشرين والثالثة والثمانين)
  - فيلق الحرس السادس عشر للبنادق (فرق الحرس الأولى والحادية عشرة والحادية والثلاثون للبنادق)
  - فيلق بنادق الحرس السادس والثلاثين (فرق بنادق الحرس السادس عشر والثامن عشر والثامن والثمانون)
- الجيش التاسع والثلاثون
  - فيلق الحرس الخامس للبنادق (فرق الحرس 17 و19 و91 للبنادق)
  - فيلق البنادق رقم 54 (الحرس رقم 24 ، فرق البنادق رقم 126، فرق البنادق رقم 235)
  - فيلق البنادق رقم 94 (فرق البنادق رقم 124 و358)
  - فيلق البنادق 113 (فرق البنادق 192 و221 و262 و338)
- الجيش الثالث والأربعون
  - فيلق بنادق الحرس الثالث عشر (الحرس الثالث والثلاثون، الحرس السابع والثمانون، فرق البنادق 182، و263)
  - فيلق البنادق التسعين (فرق البنادق 26 و319)
  - فيلق البنادق رقم 103 (فرق البنادق رقم 115 و325)
- الجيش الجوي الثالث [2]

وبحلول بداية شهر أبريل، وقبيل بدء الهجوم النهائي على المدينة، تم تعزيز المجموعة بجيشين إضافيين:
- جيش الحرس الثاني
  - فيلق الحرس الحادي عشر للبنادق (فرق الحرس الثانية والثالثة والثانية والثلاثين للبنادق)
  - فيلق البنادق الستين (فرق البنادق 154 و251 و334 )
  - فيلق البنادق رقم 103 (نُقل من الجيش 43 مع فرقة البنادق رقم 182 من فيلق بنادق الحرس الثالث عشر)
- الجيش الخمسين
  - فيلق البنادق 69 (فرق البنادق 110 و153 و324)
  - فيلق البنادق رقم 81 (الفرق الثانية و307 و343 للبنادق) [3]

في 26 أبريل، حٌلت مجموعة زيملاند رسميًا وعادت معظم قواتها إلى القيادة المباشرة للجبهة البيلاروسية الثالثة،  والتي قادها الجنرال باجراميان طوال مدة الحرب.